# Divisió d'Hazara
La divisió d'Hazara fou una antiga entitat administrativa del Pakistan, amb capital a Abbotabad, que va existir fins a l'agost del 2000 quan les divisions com entitats de segon nivell (després de les províncies) foren abolides, i els districtes, fins aleshores entitats de tercer nivell,, van passar a ser de segon nivell.
Estava formada per cinc districtes:
- Districte d'Haripur
- Districte d'Abbottabad
- Districte de Mansehra
- Districte de Batagram
- Districte de Kohistan